# Leandro Silva Delgado
Leandro Silva Delgado (Salto, 28 de noviembre de 1930- Segovia, 2000) fue un paisajista, pintor, grabador y arquitecto uruguayo. Se dedicó a la arquitectura de jardines.

## Biografía
Estudió dibujo y pintura con José Cuneo, y con el maestro húngaro José Cziffery, entre otros. En 1952 ingresó en la Facultad de Arquitectura, y en los años 1953 y 1954 se definió su vocación de paisajista. En el Salón Nacional de 1954 obtuvo el premio ANCAP. 
En 1957 viajó a Sao Paulo en Brasil donde conoció a Roberto Burle Marx. Realizó luego una extensa pasantía en el taller de paisajismo de Burle Marx, convirtiéndose en uno de sus alumnos predilectos. Según sus propias palabras, este hecho marcó definitivamente su vocación de paisajista.
En 1961 ingresó en la Escuela Nacional Superior de Arquitectura Versalles donde ejerció la docencia tras su graduación. Asistió a la Escuela Superior de Bellas Artes de París donde profundizó en las técnicas del grabado y la pintura.
Expuso su pintura y grabados en diversos eventos, destacándose: 
- Museo de Arte Moderno de París (1962),
- Pratt Institute de Nueva York (1963),
- Salón Internacional Paris-Sud. (1966),
- Galerie Marie France Vaissière, Agen, París (1967),
- Bienal de Obra Gráfica y Arte Seriado de Segovia (1974).
- Galería Propac de Madrid (1975).
- Museo Español de Arte Contemporáneo (1976)
- Centro Cultural de la Villa Madrid.  (1976)
- Casa del siglo XV en Segovia.  (1976)
- Bienal de Obra Gráfica de Ibiza, Baleares.  (1977)
- III Bienal de Obra Gráfica de Seúl, Corea. (1981)
- Sociedad de Bellas Artes de Lisboa. (1983)
- Galerie Muscade, París. (1985)
- Bienal de Arte Seriado de Sevilla. (1986)
- Exposición Retrospectiva, Museo Nacional de Artes Visuales, Montevideo. (1987)

En 1985 dirigió la restauración del parque de la estancia presidencial de Uruguay en Anchorena. En Montevideo una de sus obras conocidas es el jardín del Museo Nacional de Artes Visuales del Parque Rodó, en 1990. Y en homenaje a su creador el "Jardín del Descubrimiento" en el parque Solari en Salto lleva el nombre del paisajista Leandro Silva, el mismo fue construido y delineado in situ por el Topógrafo José Luis Martínez, contratado por la IMS en ese momento siendo abastecido de planos y detalles por José Luis Landa y supervisado por la Arq. Talice en sus esporádicas idas a Salto.
Vivió y trabajó en España durante 30 años donde hizo obras más ambiciosas. Restauró el Real Jardín Botánico de Madrid, fundado en el siglo XVIII por el rey Carlos III, recuperando su primitivo aspecto dieciochesco. Diseñó los jardines de la Torre Picasso en Madrid al igual que el Parque de Logroño (luego llamado de la Cruz Roja, en la plaza del Rey) en Burgos, inaugurada en 1974. En Segovia construyó el Romeral de San Marcos, su jardín privado.
Fallece en el año 2000. Su archivo profesional fue donado por su viuda, Julia Casaravilla, a la Escuela Técnica Superior de Arquitectura de Madrid.